# Božská komedie

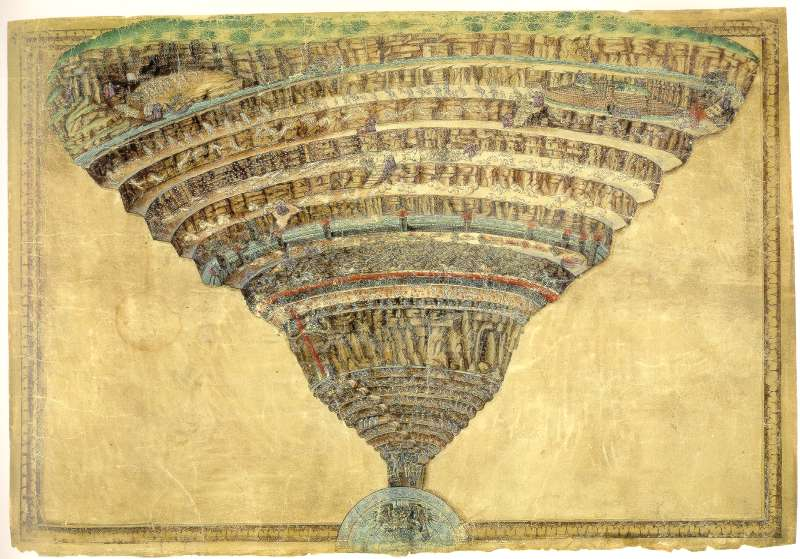
Ilustrace – Sandro Botticelli, 1490

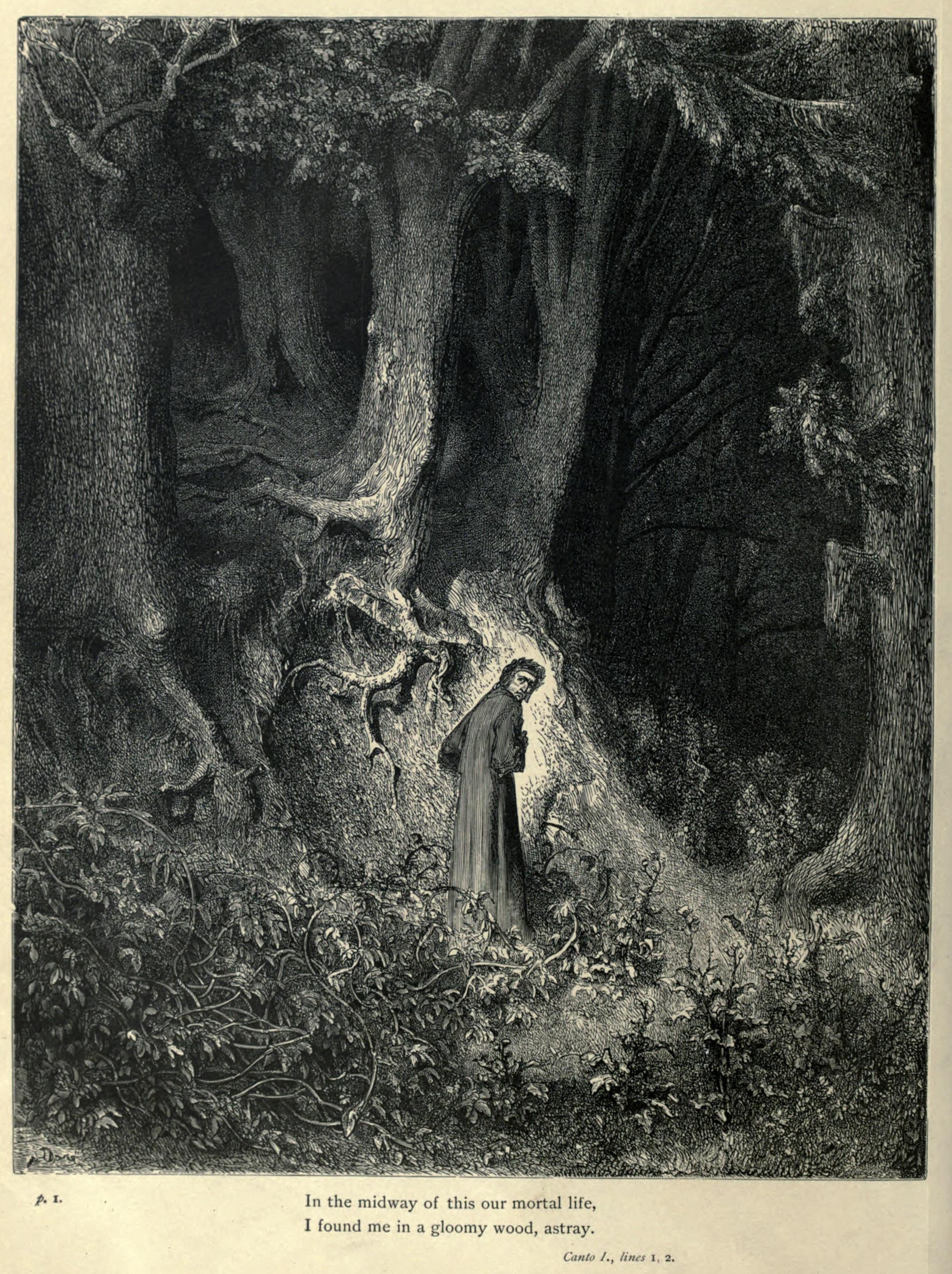
Ilustrace – Gustave Doré

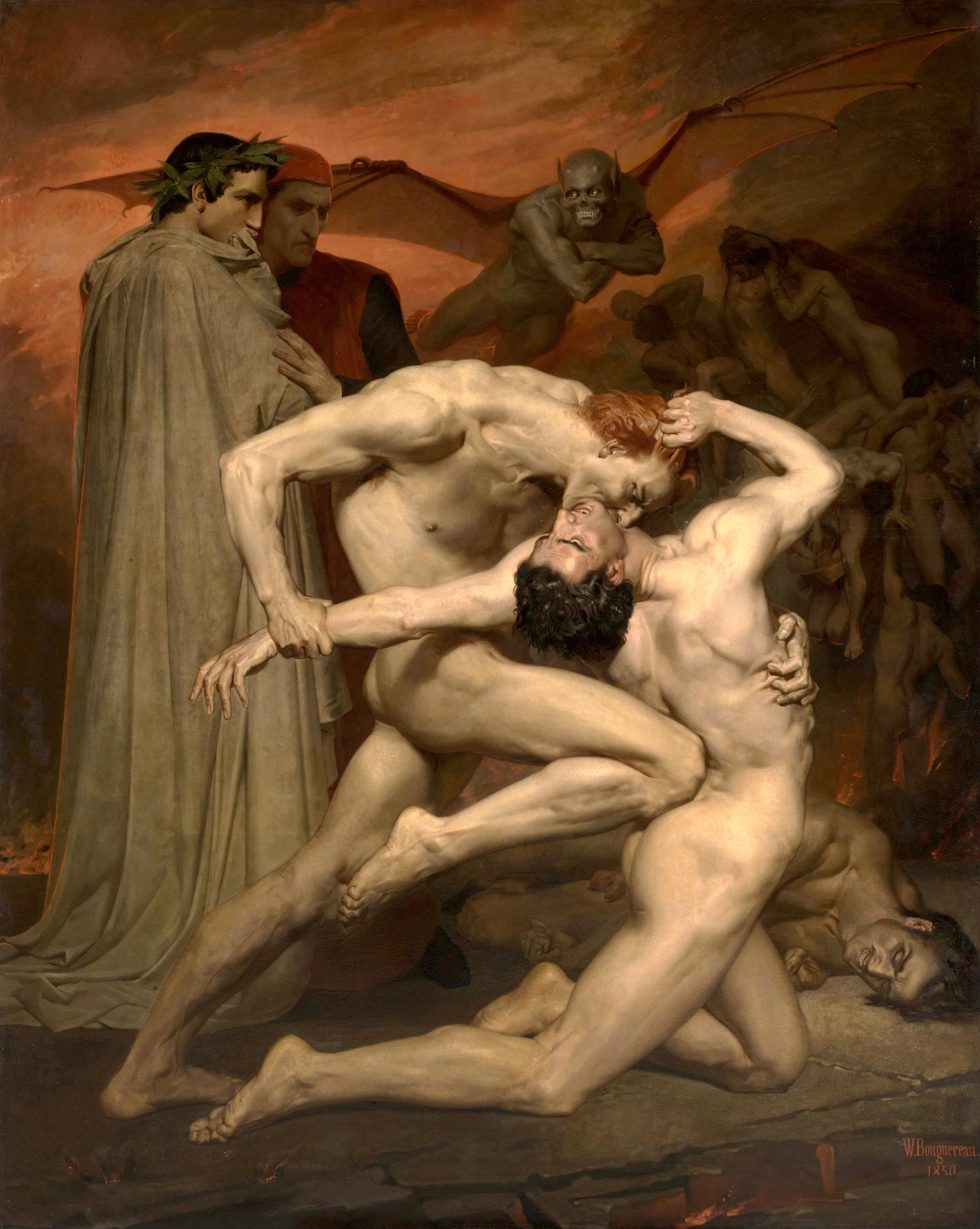
Dante a Vergilius (Postavy vlevo, hledící na zápas mužů) v Pekle – výjev dle Božské komedie

Božská komedie (v originále La Divina Commedia) je rozsáhlé básnické dílo italského básníka Danta Alighieriho, jedno z nejvýznamnějších děl světové literatury vůbec. Vzniklo pravděpodobně mezi lety 1307–1321. V Božské komedii samotné Dante uvádí, že se děj odehrává o Velikonocích roku 1300.

## Název
Název „Božská komedie“ nemá nic společného s Bohem jako takovým; Dante sám své dílo nazval pouze „Komedie“, čímž tehdy mínil příběh s dobrým koncem. Přízvisko „Božská“ pochází od komentátora Giovaniho Bocaccia, a je myšleno ve smyslu „skvělá, fantastická“. Podle moderních měřítek na Božské komedii nic komického není. Komedie se jí říká ze zcela jiných důvodů. Ve čtrnáctém století se italská literatura povinně dělila na dvě kategorie: tragédie, zastupující vysokou literaturu, byly psány latinou, a komedie, představující literaturu nižší, byly psány v italštině a mířily spíše k lidovým vrstvám. V době vzniku Dantova díla se přízvisko komedie používalo pro hry a umělecká díla, která byla určena všeobecné veřejnosti. Tj. zejména pro obyčejné lidi a plebs, kdežto tragédie byla určena hlavně šlechticům a ctihodným měšťanům. Dantovo dílo mělo směřovat hlavně obyčejným lidem, aby všichni věděli, jak teskní po své milované Florencii a své lásce Beatrici.

## Struktura díla

### Rozdělení na části
Dílo je složeno z těchto tří částí (data dokončení nelze vždy považovat za zcela jistá, Božská komedie zřejmě vznikala již od roku 1304).
- Peklo (Inferno 1307–1308)
- Očistec (Purgatorio 1308–1312)
- Ráj (Paradiso 1316–1321), publikována pravděpodobně po autorově smrti.

Každá část je rozdělena do 33 zpěvů, pouze Peklo má zpěvů 34, první zpěv (tzv. předzpěv) byl zřejmě původně zamýšlen jako úvodní, ale bývá tradičně řazen do Pekla.

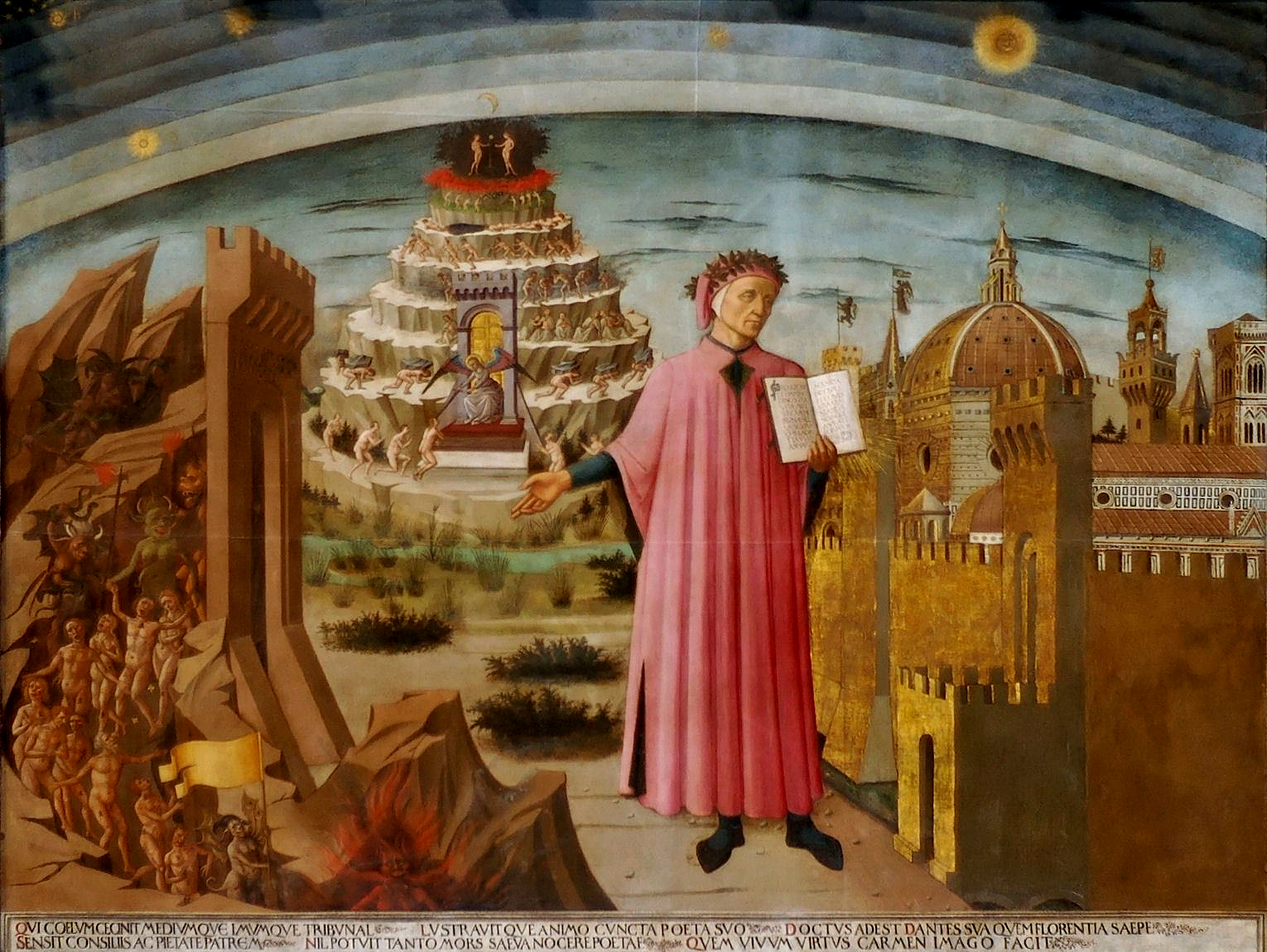
Domenico di Michelino, Dante a jeho světy (1465) – Florencie, katedrála Santa Maria del Fiore, levá boční loď. Obraz je dokladem o konání veřejné četby Božské komedie v době florentské republiky přímo v katedrále. Dante drží v ruce svou knihu, vedle něj je napravo zobrazena Florencie, nalevo peklo, v pozadí očistec a nahoře ráj.

### Tercíny
Dílo je psáno formou tercín (tříveršových strof po 10 nebo 11 slabikách), což je forma, kterou Dante vytvořil pro toto dílo. Božská komedie obsahuje 4611 těchto tercín, k tomu je nutno připojit ještě 200 rýmovaných veršů, které jsou vždy po jednom na začátku a na konci každého zpěvu, celkem má tedy Komedie 14 233 veršů.
Tercíny jsou psány v pětistopých jambických verších, kdy schéma rýmu označujeme jako aba, bcb, cdc, ded, … xyx, yzy.

## Děj

### Peklo a Očistec
Hlavní postavou je sám autor, který se dostal vlastní vinou do potíží. Těch si v nebi všimla Beatrice Portinari (Dantova ideální žena, jím v minulosti milovaná), která mu na pomoc poslala básníka Vergilia, aby Danta provedl Peklem a Očistcem. Po cestě se setkává se slavnými osobnostmi minulosti a osobnostmi ze svého vlastního života. Dantovo jméno se však v Božské komedii objevuje jen jednou: v XXX. zpěvu Očistce, když Danta musí opustit Vergilius, neboť jako pohan nesmí vstoupit do Ráje („Dante, že Vergil pryč se odebírá, ty neplač proto, neplač proto v žalu…“).

### Ráj
Rájem ho provází sama Beatrice, jím v minulosti milovaná žena (Beatrice Portinari), která bývá vykládána jako symbol krásy, dokonalosti, církve, teologie či filozofie. V díle je obecně mnoho různých symbolů, které mohou být různě vykládány.

## Překlady do češtiny

### Obecně k překladu
Překlady tohoto díla se potýkají s mnoha problémy, lze říct, že toto dílo patří mezi ta díla, jejichž překlad je obtížný a na nichž se osobnost překladatele podepíše obrovským způsobem. Vzhledem k formě, jakou je dílo psáno a určitým specifikům italštiny si překladatel musí zvolit, zda zachová formu tohoto díla, pak samozřejmě musí slevit z obsahu díla, anebo zda obětuje rým a překlad pak bývá věrnější, ale dílo je ochuzeno o svoji strukturu.
Prakticky ve všech významnějších jazycích existuje řada úplných překladů (doslov českého vydání Božské komedie z roku 1958 uvádí např. 48 úplných překladů v němčině), kdy překladatelé dílo přeložili jako prózu, ale existují i překlady, které velice věrně zachovávají strukturu díla. Velmi časté jsou neúplné (částečné) překlady.

### Překlad Františka Douchy
Do češtiny se toto dílo jako první pokusil přeložit František Doucha, překlad několika zpěvů uveřejnil již roku 1854, tento neúplný překlad nepatří mezi zdařilé ani čtivé.

### Překlad Jaroslava Vrchlického
První úplný překlad uveřejnil Jaroslav Vrchlický (ve spolupráci se znalcem italských poměrů této doby J. Blokšou), na překladu začal pracovat pravděpodobně v roce 1875 a již roku 1879 vyšel překlad Pekla, o rok později Očistec a v r. 1882 Ráj. Jelikož v onu dobu byla česká literatura na vážkách, jaký postoj zaujmout k osobě J. Vrchlického, objevila se řada jak bezvýhradně kladných kritik, tak kritik opačných. Dnes se většina kritiků přiklání k názoru, že se jednalo o překlad zdařilý. Byl zajisté vyvrcholením básnických snah celé generace lumírovců i samotného Vrchlického, a to uvedením nejobdivovanějšího básnického díla světové literatury, a to s formálními náležitostmi originálu, v soudobé češtině.

### Překlad Karla Vrátného
Dalším významným českým překladem je nerýmovaná, ale velmi přesná verze Karla Vrátného, který na překladu pracoval mezi lety 1906 a 1929.

### Překlad O. F. Bablera
Překlad pořízený Ottou Františkem Bablerem a Janem Zahradníčkem. Babler nejprve dílo kompletně přeložil, Zahradníček později provedl na jeho textu rozsáhlé opravy a přepracování. Zejména ve starších pracích není účast Zahradníčka zmiňována a jako překladatel je uváděn Babler sám. Podíl komunistickým režimem krutě pronásledovaného Zahradníčka zůstal totiž nejprve zcela utajen, později Babler snižoval zásluhy již zesnulého Zahradníčka a některé jeho úpravy vracel s odůvodněním, že neměly pro text příliš velký přínos. Zachovaná kopie Zahradníčkových oprav ovšem ukazuje něco jiného. K posouzení sporu mezi Bablerem a Zahradníčkovými dědici byli přizváni František Křelina, Bedřich Fučík, Jan Vladislav, Jan Zábrana, kteří se shodli na tom, že Zahradníčkův podíl byl zásadního charakteru. Jan Vladislav ve svém posudku napsal: „Zahradníčkovy úpravy hleděly vytvořit z Bablerova značně zastaralého textu text živý, modernější a dramatičtější (...) do značné míry přispěl i k projasnění smyslu Dantovy skladby.“
Vyšel v roce 1952, dnes je nejrozšířenějším a nejcitovanějším českým překladem.

### Překlad Vladimíra Mikeše
Božskou komedii přeložil rovněž Vladimír Mikeš, první část jeho překladu byly publikovány v roce 1978 (Peklo), později byl publikován rozsáhlý výbor nejpodstatnějších pasáží přeložených veršem, zatímco ostatní byly nahrazeny krátkým prosaickým shrnutím. Úplné vydání vyšlo až v roce 2009 v nakladatelství Academia. Mikešův překlad vyniká především plynulým, moderním a čtivým jazykem, v současné době je patrně nejčastějším zdrojem citací.[zdroj?]

## Ukázka díla

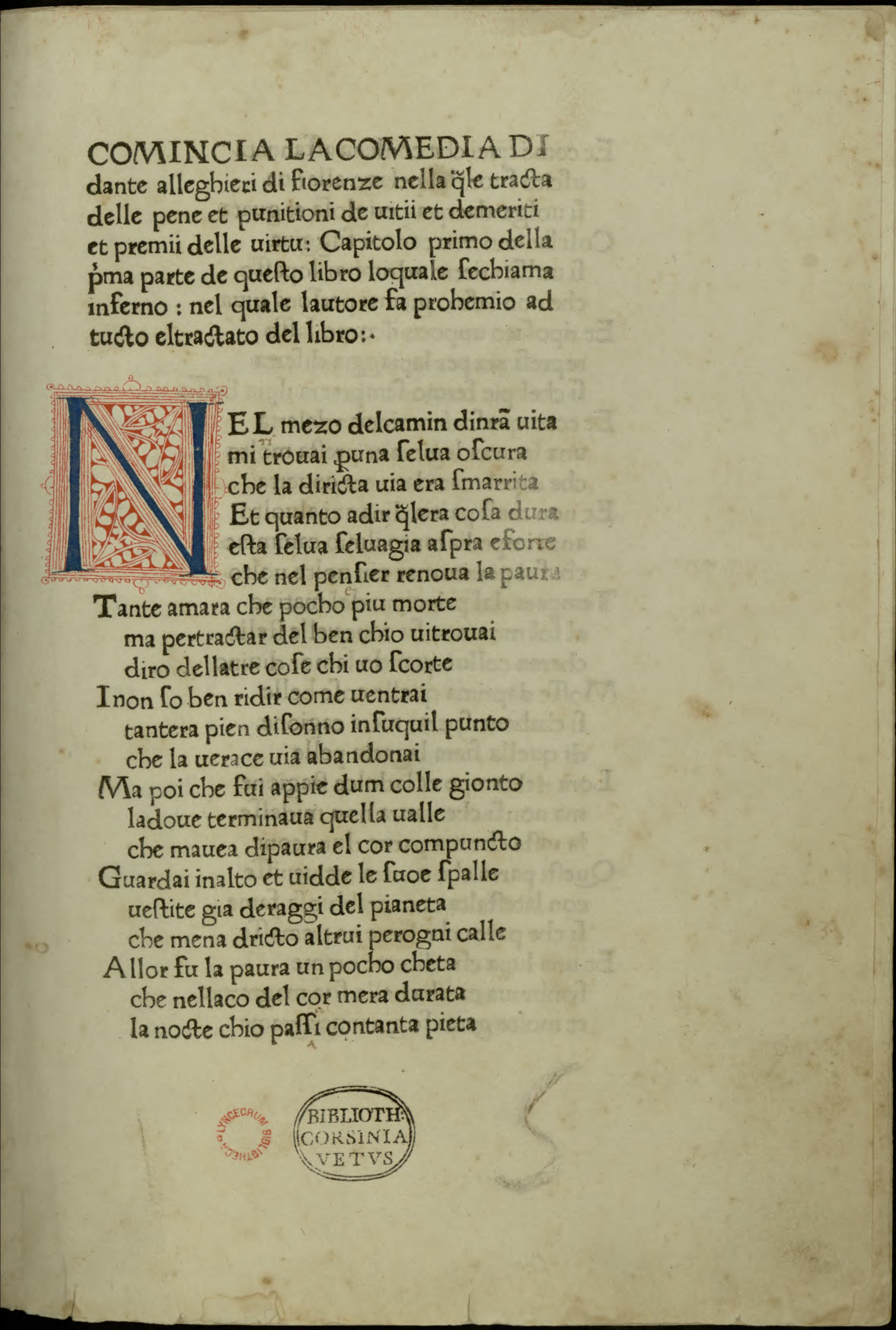
Comencia la Comedia, 1472

Následující devítiverší je patrně nejslavnější a nejcitovanější částí díla (zejména poslední verš). V kontextu díla jde o nápis nad branou, kterou se vstupuje do Pekla, nápis svou formou a pojetím navazuje na antickou a středověkou tradici veršovaných nápisů (epigrafů).

### Ukázka díla v italštině
Per me si va ne la città dolente,
per me si va ne l'eterno dolore,
per me si va tra la perduta gente.
Giustizia mosse il mio alto fattore;
fecemi la divina podestate,
la somma sapïenza e 'l primo amore.
Dinanzi a me non fuor cose create
se non etterne, e io etterno duro.
Lasciate ogne speranza, voi ch'intrate
(Inferno, Canto III, vv 1 - 9)

### Ukázka díla v češtině, V. Mikeš
Posléze se hrdina ocitá před bránou pekla.
Nad ní je nápis:
Mnou vchází se do trýznivého města,
mnou vchází se do věčné bolesti,
mnou vchází se k těm, které Bůh věčně trestá.
Mnou dal Pán průchod spravedlnosti,
jsem z boží moci, dílem lásky jdete,
jsem sklenuta nejvyšší moudrostí.
Patřím k těm věcem, které v tomto světě
jsou od věků. A navždy potrvám.
Zanechte vší naděje, kdo vstupujete.
(překlad Vladimír Mikeš)

### Ukázka díla v češtině, O. F. Babler, starší verze
Mnou přichází se k městu vyhoštěnců,
mnou přichází se, kde bol nepřestává,
mnou přichází se k říši zatracenců,
mne stvořil pán, jenž původcem je práva,
Mne zbudovala s boží všemocností
nejvyšší moudrost, první láska pravá
Dříve než já, jež trvám od věčnosti
nic nebylo, co taktéž věčným není.
Kdo vchází mnou nechť naděje se zhostí!
(starší verze překladu, překlad Otto František Babler)

### Ukázka díla v češtině, O. F. Babler, novější verze
Mnou prochází se k sídlu vyhoštěnců,
mnou prochází se do věčného bolu,
mnou prochází se k říši zatracenců,
pán spravedlnost dal mi do úkolu.
Mne zbudovala s boží všemocností
nejvyšší moudrost s první láskou spolu.
Dříve než já, jež trvám od věčnosti
nebylo nic, co taktéž věčným není.
Kdo vchází mnou ať naděje se zhostí!
(novější verze překladu, překlad Otto František Babler)
(Peklo, Zpěv III., 1 – 9)

## Čeští panovníci v Božské komedii
Dante se zmiňuje v sedmém zpěvu části Očistec, po verších věnovaných Rudolfu Habsburskému, o českých králích Přemyslu Otakaru II. a Václavovi II.:
| „                                        | Ten vedle ho chce vzbudit z letargie, v jeho zemi pramení Vltava, s Labem jde k moři. Byl král Bohémie, Otakar, otec floutka Václava, z něhož se vyklubal kus darmošlapa. | “ |
| — Božská komedie, překlad Vladimír Mikeš | |   |